# カステル・ディ・ラーマ
カステル・ディ・ラーマ（伊: Castel di Lama）は、イタリア共和国マルケ州アスコリ・ピチェーノ県にある、人口約8,400人の基礎自治体（コムーネ）。

## 地理

### 位置・広がり
アスコリ・ピチェーノ県のコムーネ。県都アスコリ・ピチェーノから東北東へ11kmの距離にある。

#### 隣接コムーネ
隣接するコムーネは以下の通り。
- アッピニャーノ・デル・トロント
- アスコリ・ピチェーノ
- カストラーノ
- オッフィダ

### 気候分類・地震分類
カステル・ディ・ラーマにおけるイタリアの気候分類 (it) および度日は、zona D, 1875 GGである。
また、イタリアの地震リスク階級 (it) では、zona 2 (sismicità media) に分類される。

## 行政

### 分離集落
カステル・ディ・ラーマには、以下の分離集落（フラツィオーネ）がある。
- Villa Piattoni, Villa Chiarini, Villa Sambuco, Villa Cese, Villa Cabbiano, Villa Valentino, Villa Forcella, Croce, Collecchio, Tose, Cese